# Райт, Дженни
Дженни Райт (англ. Jenny Wright; род. 23 марта 1962, Нью-Йорк) — американская актриса.

## Биография
Дженнифер Райт родилась 23 марта 1962 года в Нью-Йорке, США. Её отец был художником, а мать учителем. Именно они привили дочери любовь к искусству. После развода родителей Дженни вместе с матерью и двумя сёстрами переехала в Кембридж. Позже Дженни вместе с матерью вернулась в Нью-Йорк, чтобы поступить на учёбу в Институт театра и кино Ли Страсберга. В 1980 году сыграла в постановке «Альбом» театра «Cherry Lane Theatre» в Нью-Йорке.
Пик карьеры Дженни пришёлся на 1980-е годы. Известность ей принесли роли в фильмах «Почти стемнело» и «Я, сумасшедший». В 1983 году она снялась в клипе швейцарской группы «Yello» на песню «Lost Again». С середины 1990-х годов Дженни практически не снимается в кино. Последней крупной ролью Дженни была работа в фильме «Газонокосильщик».

## Личная жизнь
Около 2 лет она встречалась с Николасом Кейджем, но до брака дело не дошло.

## Номинации и награды
В 1991 году Дженни была номинирована на премию «Сатурн» в категории «Лучшая актриса» за роль в фильме «Я, сумасшедший» (1989).

## Фильмография
| Год  |    | Русское название       | Оригинальное название       | Роль                   |
| ---- | -- | ---------------------- | --------------------------- | ---------------------- |
| 1981 | с  | Медсестра              | Nurse                       | девушка                |
| 1982 | ф  | Стена                  | Pink Floyd The Wall         | фанатка главного героя |
| 1982 | ф  | Мир по Гарпу           | The World According to Garp | Каши                   |
| 1982 | тф | Песнь палача           | The Executioner's Song      | Эйприл Бэйкер          |
| 1982 | с  | Любовь, Сидни          | Love, Sidney                | Джен                   |
| 1984 | ф  | Без тормозов           | The Wild Life               | Айлин                  |
| 1985 | ф  | Огни святого Эльма     | St. Elmo's Fire             | Фелиция                |
| 1986 | ф  | Слишком серьёзная игра | Out of Bounds               | Дизз                   |
| 1987 | ф  | Почти стемнело         | Near Dark                   | Мэй                    |
| 1987 | с  | Криминальные истории   | Crime Story                 | Памела Палмер          |
| 1987 | с  | Залив Опасный          | Danger Bay                  | Лесли                  |
| 1988 | с  | Звонящий в полночь     | Midnight Caller             | Энджел                 |
| 1988 | ф  | Шоколадная война       | The Chocolate War           | Лиза                   |
| 1989 | с  | Гидеон Оливер          | Gideon Oliver               | Кумбс                  |
| 1989 | ф  | Я, сумасшедший         | I, Madman                   | Вирджиния              |
| 1989 | ф  | Смерч                  | Twister                     | Стефани                |
| 1989 | ф  | Возвращение Валентино  | Valentino Returns           | Сильвия Фуллер         |
| 1990 | с  | Столичные новости      | Capital News                | Дорин Данкан           |
| 1990 | ф  | Удар по системе        | A Shock to the System       | Мелани О`Коннор        |
| 1990 | тф | Столичные новости      | Capital News                | Дорин Данкан           |
| 1990 | ф  | Молодые стрелки 2      | Young Guns II               | Джейн Гретхаус         |
| 1991 | ф  | Бруклинская рокировка  | Queens Logic                | Аша                    |
| 1991 | с  | Мэтлок                 | Matlock                     | Джинни Морелл          |
| 1992 | ф  | Газонокосильщик        | The Lawnmower Man           | Марни Бёрк             |
| 1994 | с  | Сирены                 | Sirens                      | репортёр №2            |
| 1997 | с  | Полиция Нью-Йорка      | NYPD Blue                   | Триш Тейлор            |
| 1998 | ф  | Очарованный            | Enchanted                   | мать Натали            |